# Bob Monkhouse
Robert Alan Monkhouse (1 de junio de 1928 – 29 de diciembre de 2003) fue un animador inglés, además de humorista, guionista y actor, muy conocido en la televisión británica como presentador de concursos.

## Carrera

### Inicios
Nacido en Beckenham, Kent, Inglaterra, sus padres eran Wilfred Adrian Monkhouse y Dorothy Muriel Hansard. El padre de Monkhouse era un próspero hombre de negocios metodista propietario de la compañía Monk and Glass. Siendo estudiante del Dulwich College, del cual fue expulsado más adelante, Monkhouse escribió para las publicaciones de cómics The Beano y The Dandy, y más tarde para Hotspur, Wizard y Adventure.
Monkhouse completó su servicio con la RAF en 1948, y posteriormente consiguió un contrato con la BBC.

### Éxito como actor y guionista
La carrera adulta de Monkhouse empezó como guionista de comedias radiofónicas en equipo con Denis Goodwin, antiguo compañero de estudios, con quien también presentó Smash Hits en Radio Luxemburgo (cadena en inglés). Además de interpretar juntos, Monkhouse y Goodwin escribieron para comediantes como Arthur Askey, Jimmy Edwards, Ted Ray y Max Miller. Además, Monkhouse escribió gags a otros humoristas, entre los que se incluyen Bob Hope, que los interpretaban en sus giras británicas. 
En 1956 Monkhouse fue elegido para presentar Do You Trust Your Wife?, versión británica de un concurso estadounidense. Tras éste, llegó a presentar más de 30 concursos diferentes para la televisión británica. Gracias a su creciente fama, Monkhouse también empezó a actuar en comedias cinematográficas, incluyendo el primer título de la serie de filmes Carry On, Carry On Sergeant, en 1958. A lo largo de toda su carrera intervino en el cine y en la televisión, particularmente como artista invitado en sus últimos años. Otros de sus trabajos como presentador en la década de 1960 fueron Candid Camera y Sunday Night at the London Palladium. En 1979 protagonizó una comedia televisiva titulada Bonkers!, junto a los Hudson Brothers.
En los inicios de la década de 1970 actuó para la BBC Radio en Mostly Monkhouse, con Josephine Tewson y David Jason.

### Comedia en vivo
Monkhouse fue también un buen comediante en vivo, y era muy cotizado para eventos como cenas y similares. Así, por ejemplo, en 1976 fue el orador en la conferencia de ventas que Mars Ltd celebró en el Hotel Excelsior Hotel.

### Concursos
Monkhouse fue bien conocido como presentador de concursos televisivos. Uno de sus mayores éxitos fue The Golden Shot, en la década de 1960. Este programa llegó a obtener una audiencia de 17 millones de espectadores. Entre las docenas de otros shows que Monkhouse presentó se incluyen Celebrity Squares, Bob's Full House y Family Fortunes, con audiencias que llegaban de manera regular a los 15 millones de espectadores. A finales de los años ochenta presentó dos series del repuesto programa cazatalentos Opportunity Knocks. Después pasó a la cadena ITV para presentar otros dos concursos, Bob's Your Uncle y $64,000 Dollar Question, ninguno de los cuales alcanzó un gran éxito.  
En 1996 Monkhouse presentó el show de la Lotería emitido por la BBC One. En el inicio de cada programa dedicaba varios minutos a chistes tópicos y, en alguna ocasión, a improvisaciones. Este talento fue aprovechado para Bob Monkhouse On The Spot, una vuelta a la comedia televisiva pura. Monkhouse volvió a los concursos en 1998 cuando sustituyó como presentador en Wipeout a Paul Daniels.

### Talk show
Tras ser un incondicional de los talk shows, a mediados de la década de 1980 Monkhouse presentó su propio programa para la BBC, The Bob Monkhouse Show. En el mismo se entrevistaban a diversos invitados del mundo del cine y comediantes de todas las edades. Monkhouse era conocido entre los jóvenes comediantes por su apoyo a la nueva comedia, y usaba su programa para presentar al público de edad las nuevas estrellas, y viceversa. La invitada más notable en cuanto a sus contribuciones fue la comediante Pamela Stephenson.

### Archivos de cine y televisión
Experto en la historia del cine mudo y coleccionista cinematográfico, presentó el programa Mad Movies en 1966, en el cual se exhibían clips de filmes cómicos mudos, algunos de los cuales ayudó a recuperar y restaurar. Su colección privada fue motivo de juicio en la Central Criminal Court en 1979 tras ser acusado de intentar defraudar a los distribuidores cinematográficos, pero fue absuelto. Antes de ello, muchos filmes de su colección fueron confiscados y destruidos (incluyendo algunas copias únicas). 
En 2008 la hija de Bob Monkhouse, Abigail, contactó con el British Film Institute para supervisar la colección y asesorar sobre su conservación, descubriéndose la existencia de varios programas televisivos desaparecidos. Entre los mismos había varios interpretados por el mismo Monkhouse, incluyendo The Flip Side, una obra de 1966 con Monkhouse como un DJ, y la comedia de 1958 My Pal Bob, acerca de una aventura extramarital. El archivo consistía en un total de 36.000 cintas de video. 
En sus últimos años, Monkhouse presentó un show en la BBC Radio 2 llamado The Monkhouse Archive, en el cual facilitaba enlaces humorísticos a clips cómicos que abarcaban un período de 50 años.

## Galardones
En 1995 fue galardonado por su dedicación a la comedia por los British Comedy Awards. El Television and Radio Industries Club le recompensó en 2003 con un Premio Especial por su contribución a la radiodifusión y televisión.

## Vida personal
Monkhouse se casó en dos ocasiones, con Elizabeth Thompson el 5 de noviembre de 1949 (divorciados en 1972), y con Jacqueline Harding el 4 de octubre de 1973. Tuvo tres hijos en su primer matrimonio: Gary Alan, afectado de parálisis cerebral y fallecido en 1992; Simon, fallecido por una sobredosis de heroína en 2001, y Abigail.
Monkhouse fue nombrado OBE en 1993. Falleció a causa de un cáncer de próstata el 29 de diciembre de 2003 en Eggington, Inglaterra.

## Resumen de su carrera

### Televisión

#### Como intérprete
- Bob's Your Uncle, 1990s
- Fast and Loose, 1954 (con Denis Goodwin)
- Christmas Box, 1955
- The Bob Monkhouse Show, 1956
- Beat Up The Town, 1957
- My Pal Bob, 1957
- The Bob Monkhouse Hour, 1958
- The Big Noise, 1964
- Thirty Minute Theatre:The Flip Side (BBC2 Drama como Jerry Janus), 1966
- Mad Movies, 1966
- The Golden Shot, 1967
- Friends In High Places, 1969
- The Bob Monkhouse Comedy Hour, 1972
- I'm Bob, He's Dickie, 1977
- Bonkers!, 1979
- The Bob Monkhouse Show, 1983
- An Audience With Bob Monkhouse, 1994
- Bob Monkhouse On The Spot, 1995
- Bob Monkhouse - Over The Limit, 1998
- Bob Monkhouse On Campus, 1998
- Rex the Runt (1998, cameo)
- BBC New Comedy Awards, 1999
- Aaagh! It's the Mr. Hell Show RU/Canadá 2001
- $64,000 Question
- All or Nothing
- Celebrity Squares
- Family Fortunes
- Wipeout (1998-2002)
- Bob's Full House
- Opportunity Knocks

#### Como guionista
- Fast And Loose, 1954
- Cyril's Saga, 1957
- Early To Braden, 1957
- My Pal Bob, 1957
- The Bob Monkhouse Hour, 1958
- The Big Noise, 1964
- The Bob Monkhouse Comedy Hour, 1972
- I'm Bob, He's Dickie, 1977
- Marti, 1977
- Bonkers!, 1979
- An Audience With Bob Monkhouse, 1994
- Bob Monkhouse On The Spot, 1995
- Bob Monkhouse - Over The Limit, 1998

#### Como autor
- Book of Days, 1981, ISBN 0-09-927150-8
- Crying with Laughter: My Life Story 1994 ISBN 0-09-925581-2
- Over the Limit: My Secret Diaries 1993-98, 1999 ISBN 0-09-979981-2
- The World of Jonathan Creek  with Steve Clark, 1999, ISBN 0-563-55135-6
- Just Say a Few Words 2004 ISBN 0-7535-0908-3

#### Como cantante
- You Rang, M'Lord? 1988

#### Como actor de voz
- Rex the Runt 1998 (Johnny Saveloy en "Johnny Saveloy's Undoing")
- "Aaagh! It's the Mr. Hell Show 2001" (Mr. Hell en los 13 episodios)

### Radio
- Mostly Monkhouse
- I Think I've Got a Problem

### Cine
- The Secret People 1952
- Carry On Sergeant 1958
- Dentist in the Chair 1960
- Dentist on the Job 1961
- A Weekend with Lulu 1962
- She'll Have to Go 1962
- Thunderbirds Are GO 1966
- The Bliss of Mrs. Blossom 1968
- Simon, Simon 1970